# Большестепное
Большестепное — село в Новоорском районе Оренбургской области. Входит в состав Добровольского сельсовета. Проживают русские и казахи.

## География
Село находится в восточной части региона, у пруда, образованного запруживанием степной реки Колдав.
Климат
Климат в населённом пункте, как и во всём районе, резко континентальный. Среднегодовая температура воздуха составляет + 1,5-2,0 °С. Температура самого холодного месяца (января) около −17°С. Наиболее низкие температуры отмечаются преимущественно в декабре и январе. Самым теплым месяцем в году является июль (+21°С). Годовое количество осадков составляет от 300 до 350 мм год. Средняя дата установления снежного покрова 20-28 ноября, а средние сроки схода приходятся на первую половину апреля. Продолжительность безморозного периода 130—145 дней, продолжительность залегания снежного покрова 130—145 дней.

## История
В 1966 г. Указом Президиума ВС РСФСР поселок отделения № 2 совхоза «Ириклинский» переименован в Большестепной.

## Население
| 2010 |
| ---- |
| 80   |

Национальный состав
Согласно результатам переписи 2002 года, в национальной структуре населения
русские составляли 31 %, казахи	30 % из 139 чел..

## Инфраструктура
Было развито коллективное сельское хозяйство совхоза «Ириклинский».

## Транспорт
Просёлочные дороги.